# Лофорте, Кевин
Кевин Лофорте (англ. Kevin Loforte; род. 27 февраля 1997, Мапуту) — мозамбикский дзюдоист.

## Биография

### Начало карьеры
Кевин Лофорте родился в столице Мозамбика Мапуту. Там же стал заниматься дзюдо. В 15 лет впервые принял участие в международном турнире, чемпионате Африки 2012 года, который проходил в столице Ботсваны Габароне. Первого успеха Кевин достиг в 2014 году на юниорском чемпионате Африки до 21 года, который проходил Тунисе, который он завершил на 5-м месте.
Первую медаль Кевин завоевал в 2016 году. На юниорском чемпионате Африки по дзюдо до 21 года, который проходил в Касабланке Марокко, он занял 3-е место.

### Турниры
В 2017 году стал участвовать в турнирах взрослой возрастной категории. Впервые принял участие на чемпионате мира в Будапеште. Также выступал на чемпионатах мира 2018 и 2019 годов.
Успешным был для Кевина 2021 год. Он завоевал бронзовую медаль на чемпионате Африки и получил право выступать на Олимпиаде в Токио
Олимпиада 2021
В 1/32 финала проиграл израильскому дзюдоисту Баруху Шмаилову

### Статистика
Результаты выступлений Кевина Лофорте
- 2012	Чемпионат Африки по дзюдо (Габароне, Ботсвана)
- 2013	African Championships Algers
- 2014 Юниорский чемпионат Африки по дзюдо до 21 года (Тунис, Тунис) — 5-е место
- 2015	Grand Prix Budapest
- 2015	African U21 Championships Sharm El Sheikh — 5-е место
- 2015	African Games 2015
- 2015	World Championships Juniors
- 2015	Grand Slam Abu Dhabi
- 2016	Юниорский чемпионат Африки по дзюдо до 21 года (Касабланка, Морокко) — 3-е место
- 2017	African Championships Seniors
- 2017	Юниорский чемпионат Африки по дзюдо до 21 года (Каир, Египет) — 3-е место
- 2017	Paks Junior European Cup
- 2017	en:2017 World Judo Championships – Men's 66 kg Чемпионат мира по дзюдо 2017
- 2017	World Championships Juniors & Teams
- 2018	African Senior Championships
- 2018	World Championships Seniors Baku
- 2018	African Open Dakar — 2-е место
- 2018	African Open Yaounde — 2-е место
- 2019	African Championships Cape Town — 7-е место
- 2019	12th African Games
- 2019	World Championships Senior
- 2019	African Open Yaounde — 2-е место
- 2019	African Open Dakar — 5-е место
- 2020	African Open Dakar — 3-е место
- 2020	African Championships Antananarivo — 5-е место
- 2021	en:African Judo Championships Дакар, Сенегал — 3-е место
- 2021	Olympic Games Tokyo 2020